# 1994年香港
|        | 香港歷史 \| 香港歷史年表                                                                                                   |
| 世紀： | 19世紀香港 \| 20世紀香港 \| 21世紀香港                                                                                     |
| 年代： | 1960年代香港 \| 1970年代香港 \| 1980年代香港 \| 1990年代香港 \| 2000年代香港 \| 2010年代香港 \| 2020年代香港               |
| 年份： | 1990年香港 \| 1991年香港 \| 1992年香港 \| 1993年香港 \| 1994年香港 \| 1995年香港 \| 1996年香港 \| 1997年香港 \| 1998年香港 |
| 紀年： | 甲戌年（狗年）、香港開埠153周年、香港重光49周年                                                                            |

## 政府

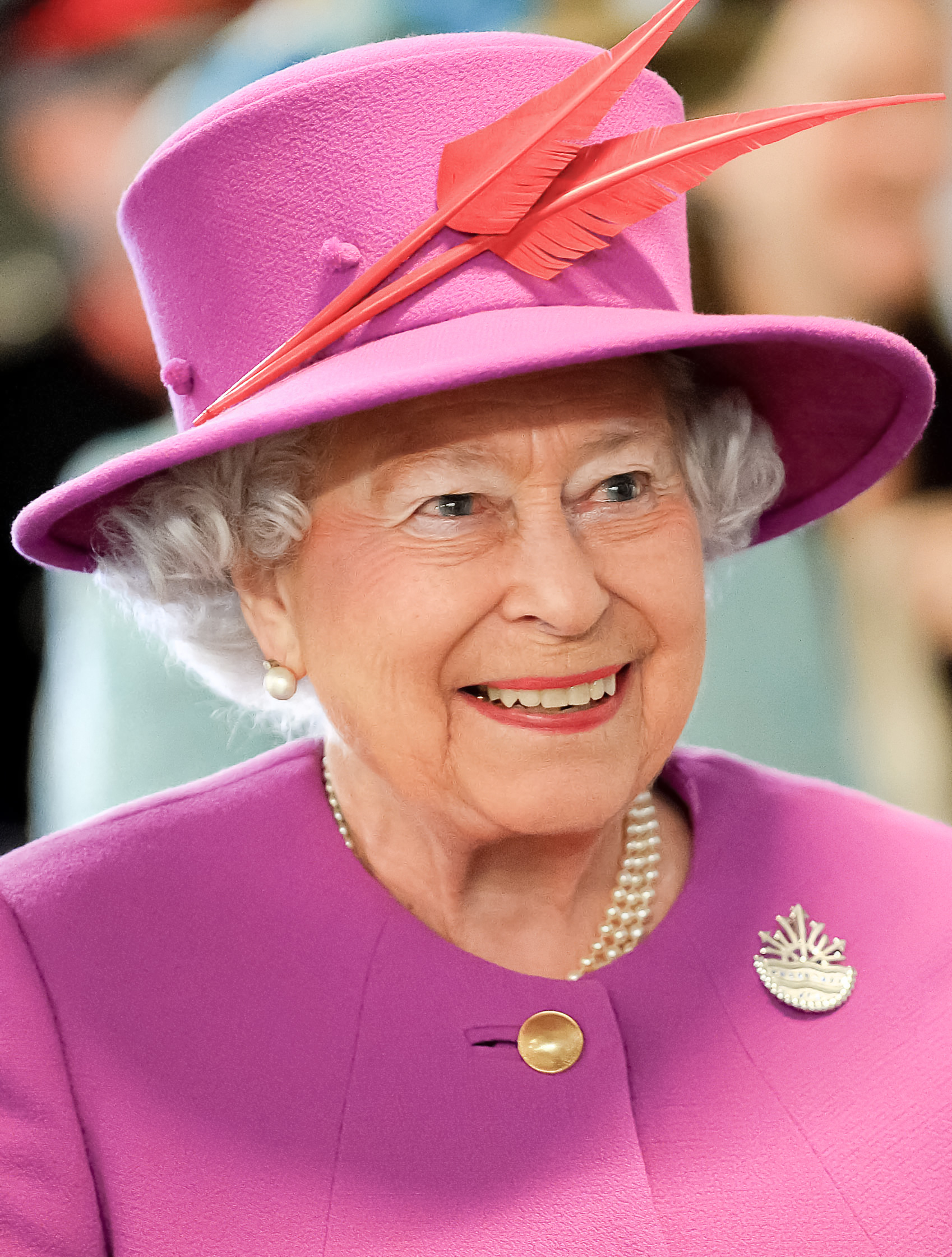
英国君主：伊丽莎白二世
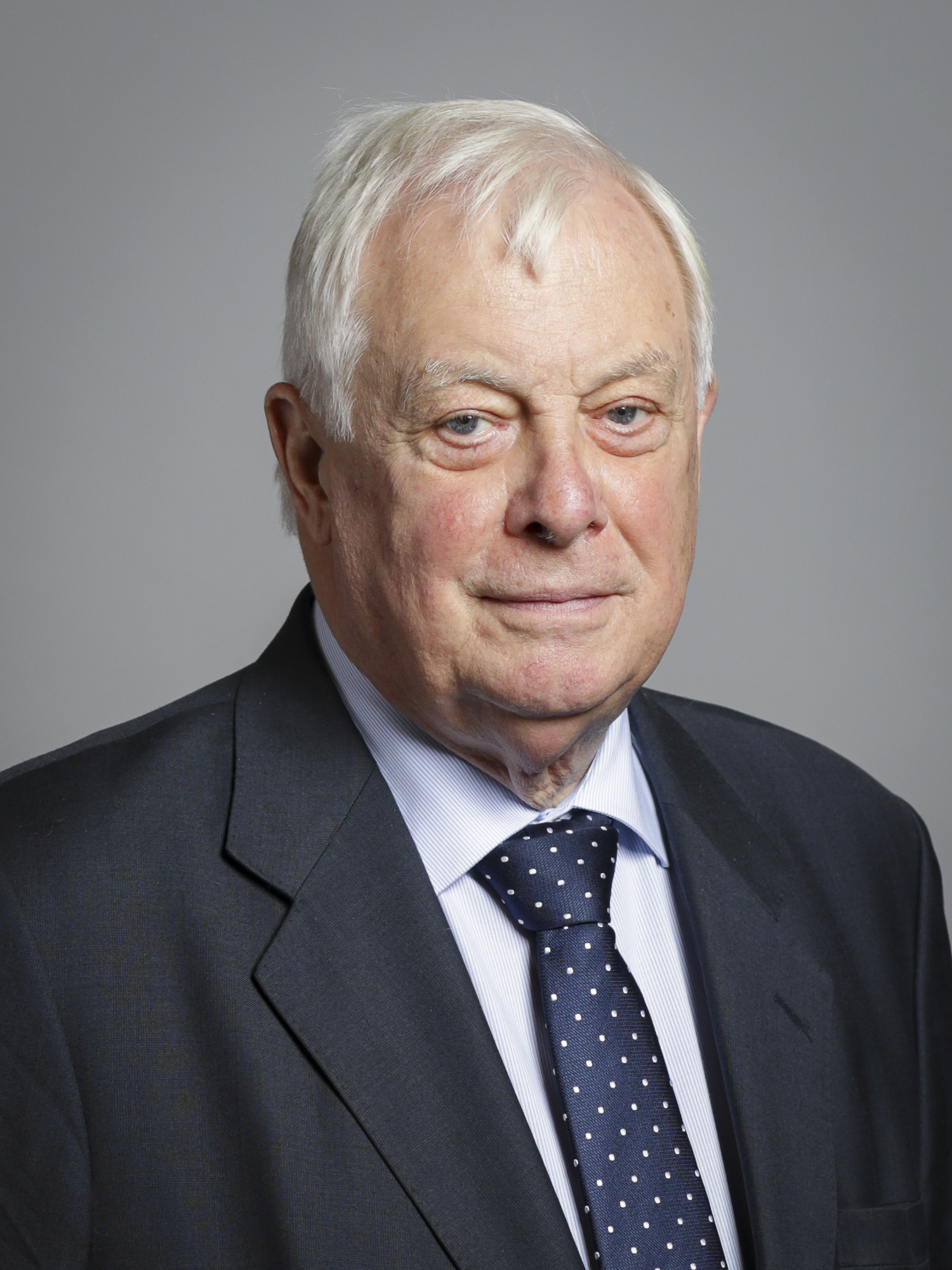
香港總督：彭定康
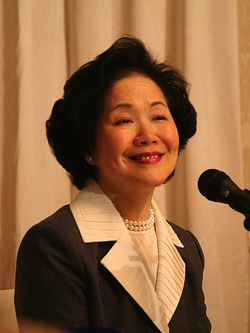
布政司：陳方安生

## 大事記

### 1月
- 1月3日，中巴雙層巴士凌晨於柴灣東區走廊翻側，司機被困車內，救出後傷重不治。[1]
- 1月8日，一名8歲女童在上水華山村遭2隻狗咬死。[2]
- 1月10日，一名男子拿着兩罐天拿水闖進石硤尾邨的香港上海滙豐銀行分行內查詢妻子下落不果，把天拿水倒在地上，並用打火機燃點報紙投向天拿水縱火釀成慘劇。櫃位內工作的13名職員被困銀行，其中兩名職員當場窒息死亡[3]，其餘11名職員中，除了1名女職員生還外，另外10人分別於事發後2至21天內先後不治，疑兇朱寶光因法庭採納其犯案時精神失常，故僅判處20年監禁，後來因為減刑，已於2007年提早出獄。[4]
- 1月24日，一艘油輪在香港東南290公里外海發生爆炸，1人喪生、9人失蹤。[5]
- 1月29日，一架吊船在朗屏邨5樓外牆進行工程時失火，2名工人燒死。
- 1月31日，新屯門中心發生氣體爆炸，1死8傷。

### 2月
- 2月2日，英國樞密院宣告「愛丁堡公爵獎勵計劃」由1997年4月起易名為「香港青年獎勵計劃」。
- 2月5日，西區海底隧道動工興建。
- 2月10日，兩架雙層九巴在石硤尾南昌街近白田邨相撞，35人受傷。[6]

### 3月
- 3月20日，青馬大橋及長青隧道動工興建。
- 3月23日，俄羅斯航空593號班機空難，6名香港人在梅日杜列琴斯克罹難。[7]
- 3月28日，明報記者席揚被北京市中級人民法院裁定竊取、刺探國家機密罪名成立，被判有期徒刑12年；明報編輯部估計事件原因是他在1993年5月11日《大陸採措施吸引存款 儲蓄利率將提高二釐》及1993年7月28日《朱鎔基昨視察京印鈔廠 央行決定拋黃金換外匯》兩則報導導致中國中央銀行金融損失。[8]

### 4月
- 灣仔會議展覽中心二期動工興建。
- 「長者咭」計劃實施。
- 4月12日，政府發表「老人退休金」諮詢文件。
- 4月16日，《明報》員工及部分新聞界人士，在新華社外舉行靜坐集會，抗議席揚因報導工作而被判監。
- 4月24日，香港仔隧道車禍，見習騎師林嘉成傷重死亡。

### 5月
- 5月2日，
  - 警員梁沖就調職一事在青山警署衝入總督察梁子龍辦公室，其間梁子龍中三槍死亡。梁沖三度企圖舉槍自轟，最後被飛虎隊制服。
  - 中銀香港正式首次發行鈔票，成為香港第三間發鈔銀行公司。
- 5月8日，九巴299線單層巴士於馬鞍山亞公角街近富安花園與私家車迎頭相撞，2死4傷。[9]
- 5月18日，中環置地廣場一間錶行被3名持槍匪徒行劫，錶行損失千餘萬港元，1名女途人中流彈身亡，另有2途人及4警員受傷。
- 5月24日，警員在元朗開槍追捕匪徒，2死4傷。
- 5月28日，晚上十一時許，一輛行走69M線往荔景（南）方向的利蘭奧林比安（S3BL288，車牌號碼DY9392）在青山公路—藍地段近泥圍遭一輛挖泥車吊臂擊中車頂，整個上層全毀，6人受傷。

### 6月
- 6月1日，亞洲電視新聞部六名高級職員因不滿管理層拒絕播出由西班牙電視台拍攝的「六四」紀錄片，集體辭職，是為「亞視六君子事件」。
- 6月6日，中國西北航空2303號班機空難，3名香港人在西安罹難。
- 6月6日－6月7日，強烈熱帶風暴羅士襲港，天文台懸掛三號風球[10]，無傷亡[11]。
- 6月18日晚上10時許，一架九龍巴士52X線於青山公路近青龍頭與小巴相撞，2死14傷。
- 6月22日油麻地聖地牙哥酒店謀殺案。
- 6月24日－6月25日，熱帶風暴莎朗襲港，天文台懸掛一號風球[10]，5人受傷[11]。
- 6月29日，立法局二讀通過彭定康政改草案，同日多個團體示威遊行，爭取九五全面直選[12]。

### 7月
- 7月17日，屯門良景邨一名19歲女子歸家途中被強暴，最後被兇徒勒頸致死，臥屍良俊樓33樓梯間。[13]
- 7月22日，九龍灣發生搶槍及殺警案，2人被捕。
- 7月23日，堅尼地城觀龍樓近科士街遊樂場的一幅護土牆，在經過連續20多小時的降雨後倒塌。這宗慘劇最終導致5死3傷。
- 7月27日，1991年5月1日動工之鴨脷洲大橋第二期正式通車。
- 7月31日，
  - 堅尼地城兆宜大廈碎屍案。
  - 灣仔南成大廈4樓命案。
  - 灣仔富士大廈14樓命案。

### 8月
- 8月1日，香港仔添喜大廈發生嚴重塌簷蓬意外，1死13傷。同日，大埔運頭塘邨運來樓發生吞槍自殺未遂案，一名24歲男子涉嫌私藏槍械被捕。
- 8月14日：獅子山隧道車禍，1死1傷。
- 8月24日：北角英皇道57號命案。
- 8月26日－8月27日，強烈熱帶風暴夏里襲港，天文台懸掛三號風球[10]，1死2傷[11]。
- 8月31日，王晶創作室製片助理21歲梁嘉敏在荃灣城門水塘一帶尋找外景場地期間失蹤。

### 9月
- 9月6日，梨木樹邨縱火案，1死8傷。
- 9月9日，油麻地彌敦道舊永安公司拆卸期間塌牆，6死2傷。
- 9月10日，一輛輕鐵在屯門青麟交匯處發生嚴重交通意外，2死41傷[14]，事件間接推動架空該交匯處輕鐵路軌的計劃進行。
- 9月11日－9月12日，熱帶風暴路加襲港，天文台懸掛三號風球[10]，無傷亡[11]。
- 9月15日：
  - 機場隧道車禍，1死7傷，傷者包括陶傑。
  - 觸犯13宗強姦案並殺害當中3人的屯門色魔林國偉被法官依例判處終身監禁。
- 9月18日，香港舉行主權移交前最後一屆區議會選舉。
- 9月19日，早上八時許，一輛行走73X線的丹尼士巨龍（S3N245，車牌號碼ES6049）在城門隧道管道內突然冒煙著火，車尾嚴重焚毀，27人受傷。事後部份車身需要重建，1996年復出。
- 9月23日，啟德機場發生空難，一架印尼運輸機準備起飛時其中一個引擎故障，失事墜海，6死6傷。
- 9月26日，一名10歲男童在跑馬地上學途中被他的表兄綁架及拐進一輛的士。其後，王某的父親收到綁匪的勒索電話，要求在指定限期內繳付300萬港元贖金。兩日後，一個包褢著王雲騫的屍體的黑色垃圾袋在新界荃灣大帽山一處草叢被發現。警方相信王某早在車上被焗死[15]。

### 10月
- 10月1日，政府宣告選民登記不適用範圍由以往之英國駐港成員改為解放軍部隊成員，3年後生效。
- 10月5日，旺角新填地街天台屋被縱火，釀成4屍5命。
- 10月6日，一名男子被發現離奇倒斃於沙田沙角邨魚鷹樓升降機內。警方一年後將沙田城門河畔公園草叢內發現一男屍案件連在一起。
- 10月12日，沙頭角發生罕見警民衝突，十多名村民和警員受傷。[16]
- 10月14日，中環一名心理有問題男子與警方槍戰，該男子搶去一警員之配槍後，騎劫一部的士並脅持車上一對南韓夫婦作人質，的士其後駛至深灣時再度與警方爆發激烈槍戰，最後匪徒被擊斃，1名韓籍男人質亦中彈不治，警方則有3人受傷。

### 11月
- 11月14日，香港發生「慾海肥花」事件。
- 11月18日，立法局通過機場鐵路（即機場快綫及東涌綫）的融資安排，涉資230億港元[17]。
- 11月25日，香港理工學院獲升格為香港理工大學。
- 11月30日，屯門公路5車相撞，2死1傷。

### 12月
- 12月1日：
  - 由原籍新加坡的電視製作人蔡和平創辦的華僑娛樂電視廣播有限公司正式成立。
  - 華娛電視家庭台開始試播節目100天，呼號為「試播」，每日12小時試播時間為正午12:00時整至午夜00:00時整。
  - 公主道車禍，3死2傷。
  - 元朗公路第二期通車。
- 12月12日，城巴48線雙層巴士由華富邨往黃竹坑途中，於石排灣道撞山翻側，44人受傷。[18]
- 12月13日，
  - 上午，一輛行走九龍城碼頭至美孚的6C線丹尼士巨龍12米（3N106，車牌號碼DJ6989）在深水埗元州街及欽州街交界欄腰撞向一輛行走蘇屋往北角112線的中巴的利蘭珍寶（LF213，車牌號碼BR5378）的左邊車身，LF213失控，剷上路中心的安全島，3N106再撞向LF213的車尾。駕駛3N106的57歲九巴車長被拋出車外後再被無人駕駛的3N106輾過當場死亡，另一名九巴乘客於意外後13日亦告不治，車禍共造成2死12傷。
  - 深圳致麗玩具廠大火案中主犯港商勞釗泉被深圳法院判徒刑兩年。
- 12月17日，15歲兇手陳永賢於元朗屏山田廈路西山村行劫81歲老婦時，遭老婦的外孫回家撞破，他連刺老婦外孫48刀令他失血致死，其後在屯門青磚圍村被捕。
- 12月28日，警方罕有地檢獲超過一公噸大麻，總值約5000萬港元[19]。

### 節慶
下列節慶，如無註明，均是香港的公眾假期，同時亦是法定假日（俗稱勞工假期）。有 # 號者，不是公眾假期或法定假日（除非適逢星期日或其它假期），但在商業炒作下，市面上有一定節慶氣氛，傳媒亦對其活動有所報導。詳情可參看香港節日與公眾假期。
- 1月1日（星期六）：元旦
- 2月10日（星期四）：農曆年初一
- 2月11日（星期五）：農曆年初二
- 2月12日（星期六）：農曆年初三
- 4月1日（星期五）：耶穌受難節（是公眾假期，但不是法定假日）
- 4月2日（星期六）：耶穌受難節翌日（是公眾假期，但不是法定假日）
- 4月4日（星期一）：兒童節 #、復活節星期一（是公眾假期，但不是法定假日）
- 4月5日（星期二）：清明節
- 6月11日（星期六）：英女皇壽辰（是公眾假期，但不是法定假日）
- 6月13日（星期一）：英女皇壽辰後第一個星期一（是公眾假期，但不是法定假日）及端午節
- 6月14日（星期二）：端午節後的周日（補6月13日）
- 8月27日（星期六）：8月份最後一個星期一之前一個星期六（是公眾假期，但不是法定假日）
- 8月29日（星期一）：8月份最後一個星期一為重光紀念日 （是公眾假期，但不是法定假日）
- 9月20日（星期二）：中秋節 #
- 9月21日（星期三）：中秋節翌日
- 10月13日（星期四）：重陽節
- 10月31日（星期一）：萬聖夜 #
- 12月22日（星期四）：冬至（是法定假日，但不是公眾假期，根據法定假日放假的機構，或會聖誕節放假，冬至不放假。部份機構或會提早下班）
- 12月24日（星期六）：平安夜#（不是公眾假期或法定假日，但部份機構或會提早下班或放假一天）
- 12月25日（星期日）：聖誕節
- 12月26日（星期一）：聖誕節後第一個周日（根據法定假日放假的機構，或會冬至放假，聖誕節不放假）
- 12月27日（星期二）：聖誕節後第二個周日（補12月25日）（是公眾假期，但不是法定假日）
- 12月31日（星期六）：公曆除夕# （不是公眾假期或法定假日，但部份機構或會提早下班或放假一天）

## 大型獎項

### 電視廣播有限公司獎項（1994年）
香港小姐
- 冠軍：譚小環
- 亞軍：活麗明
- 季軍：李綺虹
- 最上鏡小姐：黃紀瑩
- 國際親善小姐：吳素珊
- 新秀歌唱大賽金獎（冠軍）：海俊傑
- 最受歡迎男歌星：劉德華
- 最受歡迎女歌星：王菲
- 金曲金獎：《那有一天不想你》（歌手：黎明）

## 出生
- 6月30日：潘書韻（搣時潘）, 香港網絡紅人, 深水埗區議會南昌北選區議員劉家衡的妻子。
- 12月5日：林鈺洧（2022年香港小姐冠軍, 前男藝人林俊賢的女兒。